# 前98年
| 千纪： | 前1千纪 |
| 世纪： | 前2世纪 \| 前1世纪 \| 1世纪                                                                                    |
| 年代： | 前120年代 \| 前110年代 \| 前100年代 \| 前90年代 \| 前80年代 \| 前70年代 \| 前60年代                            |
| 年份： | 前103年 \| 前102年 \| 前101年 \| 前100年 \| 前99年 \| 前98年 \| 前97年 \| 前96年 \| 前95年 \| 前94年 \| 前93年 |
| 纪年： | 西汉天汉三年                                                                                                   |

## 大事记
- 西汉大旱。匈奴入雁門，雁門太守因为畏懼，被汉武帝斬。